# Гашербрум II
 Гашербрум II  (такође К4) је планина на граници Пакистана и Кине у ланцу Каракорум, делу ланца Хималаја. Једна од укупно четрнаест планина виших од 8000 метара, и с 8035 метара надморске висине, тринаести највиши планински врх на свету. Трећа највиша планина масива Гашербрум.
Стандардни пут успона преко северозападног гребена углавном нема објективних опасности као лавине или леда. Експедиције већином трају 7 до 8 недеља с плаћањем пењачких дозвола од око 7500 америчких долара за пет особа. Гашербрум II први је пута освојила 8. јул 1956. аустријска експедиција у саставу Фриц Моравек, Џозеф Ларчх и Ханс Виљенпарт.

## Хронологија
- 1956. Први успон
- 1975. Други успон, који је постигла француска екипа, за време ког се догодила и прва погибија на Гашербрум II. Исте године још три експедиције на врху, укључујући и пољску женску екипу коју је предводила Ванда Руткјевич.
- 1979. Шести и седми успон на Гашербрум II који је постигла чилеанско-Немачка експедиција. Чилеански успон био је први латинскоамерички успон на врху вишем од 8000 метара.
- 1982. Рејнолд Меснер досеже врх заједно с Пакистанцима Назиром Сабиром и Шером Каном.
- 1983. Јерзy Кукушка и Војцјек Куртyка пењу се новим путем, преко источног гребена, у алпском стилу и без помоћног кисеоника.
- 1984. Рејнолд Меснер и Ханс Камерландер прелазе Гашербрум I и Гашербрум II без враћања у базни логор између пењања .
- 1984. Први спуст на скијама са врха, који је остварио француски тим КАФ Бесанкон.
- 2005. Скијашки спустови Норвежанина Јоргена Амота и Швеђанина Фредерика Ериксона.
- 2007. Три Италијана, Карл Унтеркиркер, Даниеле Бернаскони и Микеле Компагнони, пењу се на врх новим путем преко северне стране у алпском стилу.